# Штрумпфови (ТВ серија из 2021)
Штрумпфови (фр. Les Schtroumpfs) белгијска је рачунарски-анимирана телевизијска серија издавача Dupuis Audiovisuel-а, IMPS-а и Peyo Productions-а. Представља другу телевизијску серију темељену на ликовима Штрумпфова, после истоимене оригиналне из 1981.
Серија је скоро у потпуности продуцирана у Белгији, са 75% анимације завршеном у студију за 
анимације, DreamWall, Dupuis-а, у граду Шарлроа. CGI стил анимације углавном се темељи на филму Штрумпфови: Скривено село.

Премијера серије била је 28. априла 2021. године на RTBF-у. Српска премијера серије је 4. октобра 2021. године на Nickelodeon-у.

## Преглед серије
| Сезона | Сезона | Епизода | Изворно приказивање | Изворно приказивање | Српско приказивање (Nickelodeon) | Српско приказивање (Nickelodeon) |
| Сезона | Сезона | Епизода | Премијера           | Финале              | Премијера                        | Финале                           |
| ------ | ------ | ------- | ------------------- | ------------------- | -------------------------------- | -------------------------------- |
|        | 1      | 52      | 18. април 2021.     | 20. март 2022.      | 4. октобар 2021.                 | Током 2022.                      |
|        | 2      | 52      | 21. јул 2022.       | 24. јануар 2023.    | Током 2022.                      | Током 2023.                      |
|        | 3      | 52      | 5. август 2024.     | (непознато)         | 24. фебруар 2025.                | (непознато)                      |

## Гласовне улоге
| Улога          | Енглески глас                               | Српски глас         |
| -------------- | ------------------------------------------- | ------------------- |
| Велики Штрумпф | Дејвис Фриман                               | Томаш Сарић         |
| Штрумпфета     | Беранжер Макнис                             | Ирина Арсенијевић   |
| Кефало         | Јусеф Ел Каукиби                            | Марко Марковић      |
| Тупко          | Марк Ајронс                                 | Милан Антонић       |
| Лицко          | Данијел Санз Сјетајглесијас                 | Бранислав Јевтић    |
| Луфтика        | Сандра Асратијан                            | Лако Николић        |
| Фармер         | Дејвис Фриман                               | Милан Антонић       |
| Трапа          | Тес Брајант                                 | Маријана Живановић  |
| Јела           | Кетрин Херши                                | Ивана Тењовић       |
| Олујана        | Аријана Д'амато                             | Ања Орељ            |
| Љиља           | Џеки Џоунс                                  | Марија Огњеновић    |
| Цветка         | Ана Рамаде                                  | Ивона Рамбосек      |
| Бегонија       | Ана Рамаде                                  | Ивана Тењовић       |
| Комета         | Кејси Чејс                                  | непознато           |
| Дивљан         | Лук Калзонети                               | Марко Марковић      |
| Гурко          | Кејси Чејс                                  | Лако Николић        |
| Кувар          | Винсент Броес                               | Милан Тубић         |
| Мргуд          | Џошуа Рубин                                 | Александар Глигорић |
| Свирко         | Дејвис Фриман                               | Виктор Влајић       |
| Грубер         | Винсент Броес                               | Томаш Сарић         |
| Куцкало        | Џошуа Рубин                                 | Милош Ђуричић       |
| Грицко         | Илсе ла Монака                              | Марко Марковић      |
| Плашљивко      | Тес Брајант                                 | Немања Живковић     |
| Доктор         | Марк Ајронс                                 | Милан Антонић       |
| Мазало         | Чарли Катрал (С1) Мадлен Флечер (С2-надаље) | Бранислав Јевтић    |
| Шкрабало       | Лоренс Шелдон                               | Милан Тубић         |
| Кројач         | Чарли Катрал                                | Милан Тубић         |
| Жгољавко       | Илсе ла Монака                              | Никола Тодоровић    |
| Сањалица       | Илсе ла Монака                              | Виктор Влајић       |
| Само           | Илсе ла Монака                              | Виктор Влајић       |
| Прљавко        | Марк Ајронс                                 | Виктор Влајић       |
| Глиго          | Мадлен Флечер                               | Ђурђина Радић       |
| Беба           | Беранжер Макнис                             | Јована Цавнић       |
| Гаргамел       | Марк Ајронс                                 | Бора Ненић          |
| Мамица         | Тес Брајант                                 | Јована Цавнић       |
| Биљана         | Џејд Рамос Вилер                            | Ђурђина Радић       |
| Њупаџија       | Марк Ајронс                                 | Александар Глигорић |
| Јајоглави      | Чарли Катрал                                | Лако Николић        |
| Медвед         | непознато                                   | Немања Живковић     |
| Пуж            | непознато                                   | Милан Тубић         |
| Огледало       | непознато                                   | Маријана Живановић  |
| Глигова мама   | непознато                                   | Милица Јанкетић     |
| Глигов тата    | непознато                                   | Лако Николић        |
| Звездимир      | Марк Ајронс (С1) Лук Калзонети (С2-надаље)  | непознато           |
| Роки           | Џошуа Робин                                 | непознато           |